# Capela de São José de Jenipapo
A Capela de São José do Jenipapo é uma capela e templo religioso católico, construída aproximadamente no século XVIII, pelo alferes Gaspar Fernandes da Fonseca localizada no Distrito de Jenipapo em Castro Alves na Bahia às margens do Rio Paraguaçu e tombada pelo Instituto do Patrimônio Histórico e Artístico Nacional (IPHAN) no dia 31 de agosto de 1971.

## História
Em 1698 o alferes Gaspar Fernandes da Fonseca solicitou ao arcebispo metropolitano em exercício na época, Dom Sebastião Monteiro da Vide para que pudesse ter autorização para construir uma capela em suas terras, terras essas chamadas de "Jenipapo".
A justificativa era que sua fazenda de São José do Jenipapo estava muito distante das freguesias de Cachoeira e Muritiba. Após ter obtido a autorização, foi construída ali uma capela dedicada a São José. Foi erguida em 1704.
A capela foi vítima de descaso, tendo sido saqueada esporadicamente. Foi realizada um restauro no dia 25 de setembro de 2010.[carece de fontes?]

## Arquitetura
A Capela de São José do Jenipapo possui planta em formato da letra "T", de nave única, com sacristias ao lado da capela-mor e com pé direito mais baixo que a área do coro. Em sua parte frontal existe um alpendre (tipo uma varanda, similar à Capela Nossa Senhora da Ajuda), delimitado por parapeito e gradil de madeira, onde está o portão de ingresso e coberto por telhas de barro cozido. Em sua fachada encontra-se uma sineira, cujo acesso pode ser feito através de uma escada de pedra, localizada na parte externa. Portas e janelas são almofadadas.
No interior da capela há pinturas sacras representando São José e outros elementos da mitologia cristã, como os corações da sagrada família. O forro da nave e o da capela-mor são decorados com pinturas, sendo que da nave central é uma pintura ilusionista, típica do barroco. Existem estudos comparativos destas pinturas com de outras igrejas que levantam a hipótese de terem sido pintadas por José da Costa Andrade. Seu altar-mor em estilo rococó impressiona pelos concheados sobre os fundos azuis e vermelhos, simulando a laca chinesa. O coro possui um guarda-corpo em madeira negra.

## Jazigos
Dentro da capela estão cinco jazigos:
- Coronel Firmino da Fonseca Rocha Medrado, segundo sua lápide, nasceu em 18 de março de 1821 e faleceu em 22 de outubro de 1875
- D. Maria Silveira de Andrade, possui um segundo nome porém está ilegível. Nasceu em 1807 e veio a falecer em 1889
- Alfredo Augusto de Novaes Sampaio, nascido em 1856 e falecido em 10 de fevereiro de 1899
- Ermelina de Jesus Mello, falecida aos três anos de idade em 1893
- Leonor Nascimento Peixoto da Silva, nascida em 1866 mas sua data de falecimento está ilegível. Sabe-se que a lápide foi posta por seu esposo, João Peixoto da Silva Filho